# 卡内基音乐厅
卡内基音乐厅是一座位於美國纽约市第七大道881号的音樂廳，56街和57街中间，占据第七大道东侧。由慈善家安德魯·卡內基出资，建于1890年，是美国古典音乐与流行音乐界的标志性建筑。該建築以历史悠久，外形美观以及声音效果出色而著称，被評價為世界百大廳院之一。设有自己的艺术策划、开发和市场部门，每季度演出100餘场；此外也出租给表演团体。目前无常驻乐团，纽约爱乐乐团在1962年之前驻紮于此。

## 演出厅
卡内基大厅由三个结构截然不同的小厅组成，内部结构颇为特殊。三个厅分别是：主厅、独奏厅和室内乐厅。

### 主厅
- 艾萨克·斯特恩礼堂（Isaac Stern Auditorium）共有5层2804个座位，1997年以小提琴家艾萨克·斯特恩(Isaac Stern)的名字命名。

主厅的特点是声音效果温暖，真实。艾萨克·斯特恩曾说：“有人说这个音乐厅本身就是一件乐器”，“它能感受到你的一举一动，并将其升华”。主厅顶棚极高，观众到顶层观众席台需经过105级台阶。当然也可乘座电梯。自主厅建立以来，几乎所有最伟大的古典音乐家都曾在这里表演过，主厅的休息室装饰有签名画像和纪念画。

### 小厅
- 赞克尔厅（Zankel Hall）设有559个座位，以慈善家朱迪和阿瑟·赞克尔（Judy and Arthur Zankel）夫妇的名字命名，原名独奏厅。1891年4月首次对公众开放。1896年修缮后改名为卡内基会堂。1898年出租给美国戏剧艺术学院，1959年左右改为电影院，1997年改造回礼堂。重建后的新厅于2003年9月开放。
- 威尔独奏厅（Weill Recital Hall）设有268个座位，以卡内基大厅董事桑福德·I·威尔（Sanford I. Weill）和他妻子琼的名字命名。自1891年大厅建成后投入使用，原称“室内乐厅”（后改为卡内基室内乐厅）；40年代后期改名卡内基独奏厅，1986年最终定名为威尔独奏厅。

### 其他设施
- 卡内基大厅档案馆（Carnegie Hall Archives），建于1986年。
- 玫瑰博物馆（Rose Museum），1991年投入使用。

## 建筑
卡内基大厅是由纽约宗教剧社团的业余大提琴手，并不出名的威廉·波奈特·杜斯尔（William Burnet Tuthill）设计的，设计成意大利文艺复兴式样，用砖和棕色砂石建成的。
卡内基大厅是纽约仅存不多的，完全没有金属构架的全砖石结构的大型建筑之一，在20世纪初，由于要在演出厅添加一些楼梯，才增加了一些金属构件。外部全是由“罗马”式的窄砖构成，形成一种深棕色色调，细部是陶土和棕色砂石的雕塑。大厅避免了当时流行的巴洛克装饰风格，采用了佛罗伦萨文艺复兴时期著名建筑师和雕塑家菲利坡·布鲁奈尔斯基（Filippo Brunelleschi）的作品，帕奇礼拜堂高尚的风格：圆拱顶是由白色石膏和灰色石头组成的和谐色彩，四外是科林斯式柱头的壁柱支撑着连续的檐口，檐口上面，拱顶下面是一序列的半圆窗，组成著名的金色和白色的内部色调。

## 历史
卡内基大厅以安德鲁·卡内基的名字命名，卡内基当年出资建造大厅是为了将其作为他董事会下的纽约宗教剧协会的会馆。工程由伊萨克·A·霍伯（Isaac A. Hopper）及其公司承包，1890年动土兴建。1891年投入使用，同年5月5日举办正式开幕音乐会，著名指挥家瓦尔特·达姆罗施（Walter Damrosch）和作曲家彼得·伊里奇·柴科夫斯基（Peter Ilyich Tchaikovsky）出任指挥。一开始大厅的名字仅是简单的“音乐厅”（建筑正面华盖上方有"音乐厅由安德鲁·卡内基出资建造"的字样），后来在纽约音乐厅公司（大厅最初的管理机构）董事会成员们的劝说下，卡内基同意用他的名字命名，大厅于1893年正式更名为卡内基大厅。大厅在1893—1896年间多次改建，增加了两座艺术家工作室塔，并改造了建筑下层的礼堂。
大厅的所有权在1925年之前属于卡内基家族，卡内基去世后，他的遗孀将其卖给房地产开发商罗伯特·E·西蒙（Robert E. Simon）。西蒙于1935年过世，他的儿子接管了大厅。40年代中期，音乐界的风云变幻促使西蒙将大厅出售给当时占据着大厅每年大部分演出档期的纽约爱乐乐团，但因乐团正准备搬往林肯中心，交易未能成行。而那时候大家都认为纽约城无法担负同时两个大音乐场馆。面对失去大厅最大客户的危险，西蒙不得不计划将其变卖。但随着与一家广告开发商谈判的破裂，纽约爱乐乐团又迁往林肯中心，大厅面临着为商业摩天大厦让路将被拆除的命运。后来，在小提琴家伊萨克·斯特恩领导的团体的压力下，政府通过特别法案，允许纽约市以5百万美元将大厅从西蒙手中买下，并于1960年成立非盈利性质的卡内基大厅协会来管理大厅的运作。1964年，卡内基大厅被指定为国家历史地标。
1983年到1995年间，大厅进行了大规模的修缮。修缮工程由詹姆斯·波尔夏克（James Polshek）负责，波尔夏克的成名作是为美国自然历史博物馆（American Museum of Natural History）设计的的后现代派风格天文馆。在此期间出现了争议。在1986年对主厅的改造完成后，有批评说大厅著名的音场效果受到了影响。但官方拒绝重新改建，批评持续了九年。直到1995年发现罪魁祸首是舞台下厚厚的混凝土板。板子随后被移掉。1987—1989年间，一座60层高的办公塔在大厅旁边拔地而起，名为卡内基塔。塔楼与卡内基大厅相连，具有后台及宴会厅等功能。2003年6月，纽约爱乐乐团计划在2006年初重返卡内基大厅并与大厅进行商业合并；2003年晚些时候宣布计划流产。

### 管理
现任大厅执行与艺术总监是克里夫·基林森爵士（Clive Gillinson）（2005年7月上任），他同时也是伦敦交响乐团的团长。

### 档案馆
1986年，出现了一件让广大爱乐者意想不到的事情，原来卡内基大厅一直没有系统地保存过档案。因为没有地方保存，大厅的许多重要历史文献都已失散。1991年，为庆祝卡内基大厅落成100周年，卡内基大厅档案馆被建立了起来。广告商和记者们在媒体上报到了卡内基大厅如何翻箱倒柜地寻找历史记录。结果报道在保留着大厅节目单的人群中形成了极大反响：历史文物从世界各地接踵而来。大量的材料被找回，其中包括12000分节目单，让档案馆得以记录下较完整的大厅历史。

### 首演曲目節選
- 《第九号交响曲 “自新大陆” 作品95》"From the New World"——安东尼·德沃夏克

1893年12月6日 纽约爱乐乐团，安东·塞都（Anton Seidl）指挥
- 《家庭交响曲》Sinfonia Domestica——理查德·施特劳斯（Richard Strauss）

1904年3月21日 理查德·施特劳斯指挥
- 《F大调钢琴协奏曲》Concerto in F——乔治·格什温（George Gershwin）

1925年12月3日 纽约交响乐团，乔治·格什温钢琴，瓦尔特·达姆罗施（Damrosch）指挥
- 《一个美国人在巴黎》An American in Paris——乔治·格什温

1928年12月13日 纽约爱乐乐团，瓦尔特·达姆罗施指挥
- 《科雷利主题变奏曲》Variations on a Theme of Corelli——谢尔盖·拉赫玛尼诺夫（Sergei Rachmaninoff）

1931年11月7日 谢尔盖·拉赫玛尼诺夫钢琴
- 《密度21.5》Density 21.5——埃德加·瓦雷兹（Edgard Varèse）

1936年2月16日 乔治·巴吕雷（Georges Barrère）长笛
- 《对比》Contrasts——贝拉·巴托克（Béla Bartók）

1939年1月9日 贝尼·古德曼（Benny Goodman）单簧管，约瑟夫·西盖蒂（Joseph Szigeti）小提琴，恩德雷·皮特里（Endre Petri）钢琴
- 《第二号室内交响曲 作品38》Chamber Symphony No. 2 op. 38——阿诺德·勋伯格（Arnold Schoenberg）

1940年12月15日 音乐新朋友（New Friends of Music），弗里茨·斯特德里（Fritz Stiedry）指挥
- 《新世界即将来临》New World A-Comin——艾灵顿公爵（Duke Ellington）

1943年12月11日 艾灵顿公爵和他的乐团
- 《韦伯主题交响变奏曲》Symphonic Metamorphoses on Themes of Weber——保罗·欣德米特（Paul Hindemith）

1944年 纽约爱乐乐团 阿图尔·罗津斯基（Artur Rodzinski）指挥
- 《拿破仑颂 为人声与钢琴五重奏而作 作品41》Ode to Napoleon Buonaparte for Voice and Piano Quintet, op. 41——阿诺德·勋伯格

1944年11月23日 纽约爱乐乐团 阿图尔·罗津斯基指挥
- 《三乐章交响曲》Symphony in Three Movements——伊戈尔·斯特拉文斯基（Igor Stravinsky）

1946年1月24日 纽约爱乐乐团 伊戈尔·斯特拉文斯基指挥
- 《乌木协奏曲》Ebony Concerto——伊戈尔·斯特拉文斯基

1946年3月25日 伍迪·赫曼（Woody Herman）和他的乐团，瓦尔德·亨德尔（Walter Hendl）指挥
- 《第三号交响曲 露营》Symphony No. 3，"The Camp Meeting"——查尔斯·艾夫斯（Charles Ives）

1946年4月5日 纽约小交响乐团（New York Little Symphony），卢·哈里森（Lou Harrison）指挥，卡内基室内乐厅（现威尔独奏厅）
- 《大管弦乐队圣颂》Hymne pour grande orchestra/Hymne au Saint Sacrament——奥利维埃·梅西安（Olivier Messiaen）

1947年3月13日 纽约爱乐乐团，列奥波德·斯托科夫斯基（Leopold Stokowski）指挥
- 《第二号交响曲》Symphony No. 2——查尔斯·艾夫斯（Charles Ives）

1951年2月22日 纽约爱乐乐团，莱昂纳德·伯恩斯坦（Leonard Bernstein）指挥
- 《第四号交响曲》Symphony No. 4——查尔斯·艾夫斯（Charles Ives）

1965年4月26日 美国交响乐团，列奥波德·斯托科夫斯基指挥
- 《管弦乐队招魂曲》Evocations for Orchestra——卡尔·拉格尔斯（Carl Ruggles）

1971年2月2日 国家管弦乐协会乐团（National Orchestral Association），约翰·佩拉斯（John Perras）指挥
- 《双簧管与管弦乐队协奏曲》Concerto for Oboe and Orchestra——约翰·科利里亚诺（John Corigliano）

1975年11月9日 美国交响乐团，伯特·卢卡雷利（Bert Lucarelli）单簧管，秋山和庆（Akiyama Kazuyoshi）指挥
- 《第一号钢琴协奏曲》Piano Concerto No. 1——米尔顿·巴比特（Milton Babbitt）

1986年1月19日 美国作曲家乐团，阿兰·费恩伯格（Alan Feinberg）钢琴，查尔斯·武奥里宁（Charles Wuorinen）指挥
- 《第六号交响曲“幽冥颂歌” 为女高音与管弦乐队所作》Symphony No. 6 "Plutonian Ode" for soprano and orchestra——菲利普·格拉斯（Philip Glass），采用阿伦·金斯堡（Allen Ginsberg）的诗句

2002年2月3日 美国作曲家乐团，劳伦·弗拉尼根（Lauren Flanigan）女高音，丹尼斯·罗素·戴维斯（Dennis Russell Davies）指挥
- 《美国狂人》（American Berserk）——约翰·库利奇·亚当斯（John Coolidge Adams）

2002年2月25日，加里克·奥尔森（Garrick Ohlsson）钢琴
- 《展览会上的女人 为室内管弦乐团、电子与视频所作》Women at an Exhibition for chamber orchestra，electronics，and video——兰德尔·乌尔夫（Randall Woolf）

2004年11月17日 美国作曲家乐团，史蒂芬·斯隆（Steven Sloane）指挥，玛丽·哈伦（Mary Harron）与约翰·C·沃尔什（John C. Walsh）视频
- 《Algunas metáforas que aluden al tormento, a la angustia y a la Guerra 为打击乐四重奏和室内管弦乐团而作》——卡洛斯·卡里略（Carlos Carrillo）

2005年1月21日 美国作曲家乐团与SO打击乐团（So Percussion），史蒂芬·斯隆指挥
- 《Traps Relaxed》——丹·楚门（Dan Trueman）

2005年1月21日 美国作曲家乐团，丹·楚门，电小提琴，笔记本电脑，史蒂芬·斯隆指挥
- 《微光》——贾森·弗里曼（Jason Freeman）

2005年1月21日 美国作曲家乐团，史蒂芬·斯隆指挥
- 《木管协奏曲“另类布鲁斯”》Concerto for Winds "Some Other Blues"——丹尼尔·施尼德（Daniel Schnyder）

2005年2月8日 俄耳甫斯室内管弦乐团

## 地理位置與民間笑話
卡内基大厅位于第七大道和第57街的东南角，往北两个街区即是中央公园（Central Park）。
民间流传着一个关于大厅的笑话：问：“我怎么才能去卡内基大厅？” 答：“练习，练习，再练习。”卡内基大厅官方网站的 导航页 上也间接引用了这个笑话。